# Peter Stormare
 Rolf Peter Ingvar Stormare (spreek uit: storm-arre) (Kumla, 27 augustus 1953) is een Zweeds acteur. Hij is in Hollywood een veelgevraagd acteur voor rollen met een Europees karakter vanwege zijn vloeiende Engels en zijn talent voor het nadoen van accenten.

## Biografie
Stormare werd geboren als Peter Storm, maar veranderde die naam omdat er op de acteerschool al een student was die zo heette. Hij stelde voor zich "Retep Mrots" te noemen (zijn naam achteruit gespeld), maar die naam werd niet geaccepteerd. Daarop koos hij voor Peter Stormare.
Stormare woont in de Verenigde Staten en Zweden. Hij is gescheiden van zijn eerste vrouw, actrice Karen Sillas, met wie hij dochter kreeg.
Stormare is ook musicus. Na het horen van Bono van U2 maakte hij zijn eigen album in 2002 met de titel Dallerpölsa och småfåglar.

## Carrière
Stormare begon zijn carrière bij het Zweedse Kungliga Dramatiska Teatern, waar hij elf jaar bleef. In 1990 werd hij artistiek regisseur in het Tokyo Globe Theatre waar hij bekend werd om zijn uitvoeringen van verschillende Shakespeare-stukken waaronder Hamlet. Drie jaar later ging hij naar New York en maakte daar deel uit van enkele Engelstalige producties. In Zweden werkte hij met Ingmar Bergman. Ook speelde hij de rol van Carl Hamilton, een Zweedse spion, vergelijkbaar met James Bond.
In de film Fargo (1996) speelde hij de rol van Gaear Grimsrud en hij was ook te zien als "ogendokter" in Minority Report. In 1997 speelde hij Dieter Stark in The Lost World: Jurassic Park. Hij speelde in een aflevering van Seinfeld in 1998 en vertolkte de rol van Uli Kunkel in The Big Lebowski. Bekender werd hij als Lev Andropov in Armageddon (1998) en Alexei in Bad Boys II (2003). Ook speelde hij een rol in Constantine en The Brothers Grimm, beide uit (2005). Hij vertolkte de rol van John Abruzzi in de Amerikaanse televisieserie Prison Break.
Stormare speelde in 2007 onder meer in Premonition. In 2008 had hij onder meer de rol van Dr. Gregor Zelinsky in de videogame Command & Conquer: Red Alert 3 en speelde hij Dr. Gianetti in Insanitarium.
In 2010 speelde Stormare mee in een videoclip van de Zweedse band Sabaton voor het nummer Uprising.
Tevens speelde hij een gastrol in Hawaii Five-0.
In 2019 speelde Stormare mee in de videoclip Steh Auf! van Lindemann.

## Filmografie
- 1990 - Awakenings - Neurochemicus
- 1992 - Damage - Peter Wetzler
- 1996 - Fargo - Gaear Grimsrud
- 1997 - The Lost World: Jurassic Park - Dieter Stark
- 1998 - Hamilton - Hamilton
- 1998 - The Big Lebowski - Uli Kunkel / 'Karl Hungus'
- 1998 - Mercury Rising - Shayer
- 1998 - Armageddon - Lev Andropov
- 1999 - 8MM - Dino Velvet
- 2000 - Dancer in the Dark - Jeff
- 2000 - Chocolat - Serge Muscat
- 2000 - The Million Dollar Hotel - Dixie
- 2002 - Bad Company - Adrik Vas
- 2002 - Windtalkers - Hjelmstad
- 2002 - The Tuxedo - Dr. Simms
- 2002 - Minority Report - Dr. Solomon Eddie
- 2003 - Bad Boys II - Alexei
- 2003 - Hitler: The Rise of Evil - Ernst Röhm
- 2005 - Constantine - Satan
- 2005 - Quake 4 (computerspel) - soldaat Johann Strauss
- 2005 - The Brothers Grimm - Cavaldi
- 2005-2006 - Prison Break (televisieserie) - John Abruzzi
- 2005 - The Batman vs. Dracula - Dracula
- 2006 - Nacho Libre - Keizer
- 2006 - Unknown - Snakeskin Boots
- 2007 - Anamorph - Blair Collet
- 2007 - Premonition - Dr. Roth
- 2007 - Boot Camp - Norman Hail
- 2008 - Insanitarium - Dr. Gianetti
- 2008 - Varg - Klemens
- 2008 - Witless Protection - Arthur Grimsley
- 2009 - The Killing Room - Dr. Phillips
- 2009 - Horsemen - David Spitz
- 2009 - The Imaginarium of Doctor Parnassus - President
- 2012 - Hansel and Gretel: Witch Hunters - Sheriff Berringer
- 2011 - False Trail - Torsten
- 2013 - Pain & Gain - Dr. Bjornson
- 2014 - The Blacklist (televisieserie) - Milos 'Berlin' Kirchoff
- 2014 - 22 Jump Street - The Ghost
- 2014 - Penguins of Madagascar - Corporal (stem)
- 2015 - Until Dawn (computerspel) - Dr. Hill
- 2016 - Midnight Sun (televisieserie) - Rutger Burlin
- 2016 - Swedish Dicks (televisieserie) - Ingmar Andersson
- 2017 - American Gods (televisieserie) - Czernobog
- 2017 - John Wick: Chapter 2 - Abram Tarasov
- 2025 - Until Dawn - Dr. Hill

## Discografie
- 2002 - Dallerpölsa och småfåglar
- 2004 - Swänska hwisor vol 1

- Biblioteca Nacional de España: XX1301298
- Bibliothèque nationale de France: cb14230342f (data)
- Gemeinsame Normdatei: 1013382218
- International Standard Name Identifier: 0000 0001 2142 1945
- Library of Congress Control Number: no97049540
- MusicBrainz: ded2a9bb-ef2b-4c79-b494-2d3f2dba1794
- Nationale Bibliotheek van Tsjechië: xx0042543
- Nationale Bibliotheek van Israël: 987007459513405171
- Nationale Bibliotheek van Polen: a0000001630692
- Nederlandse Thesaurus van Auteursnamen: 187592128
- LIBRIS: 223931
- SNAC: w6z32q74
- Système universitaire de documentation: 075963744
- Virtual International Authority File: 85568586
- WorldCat: E39PBJpYC9Y7xTKMKhHWGbQDv3